# Heilig-Geist-Kirche (Biebrich)

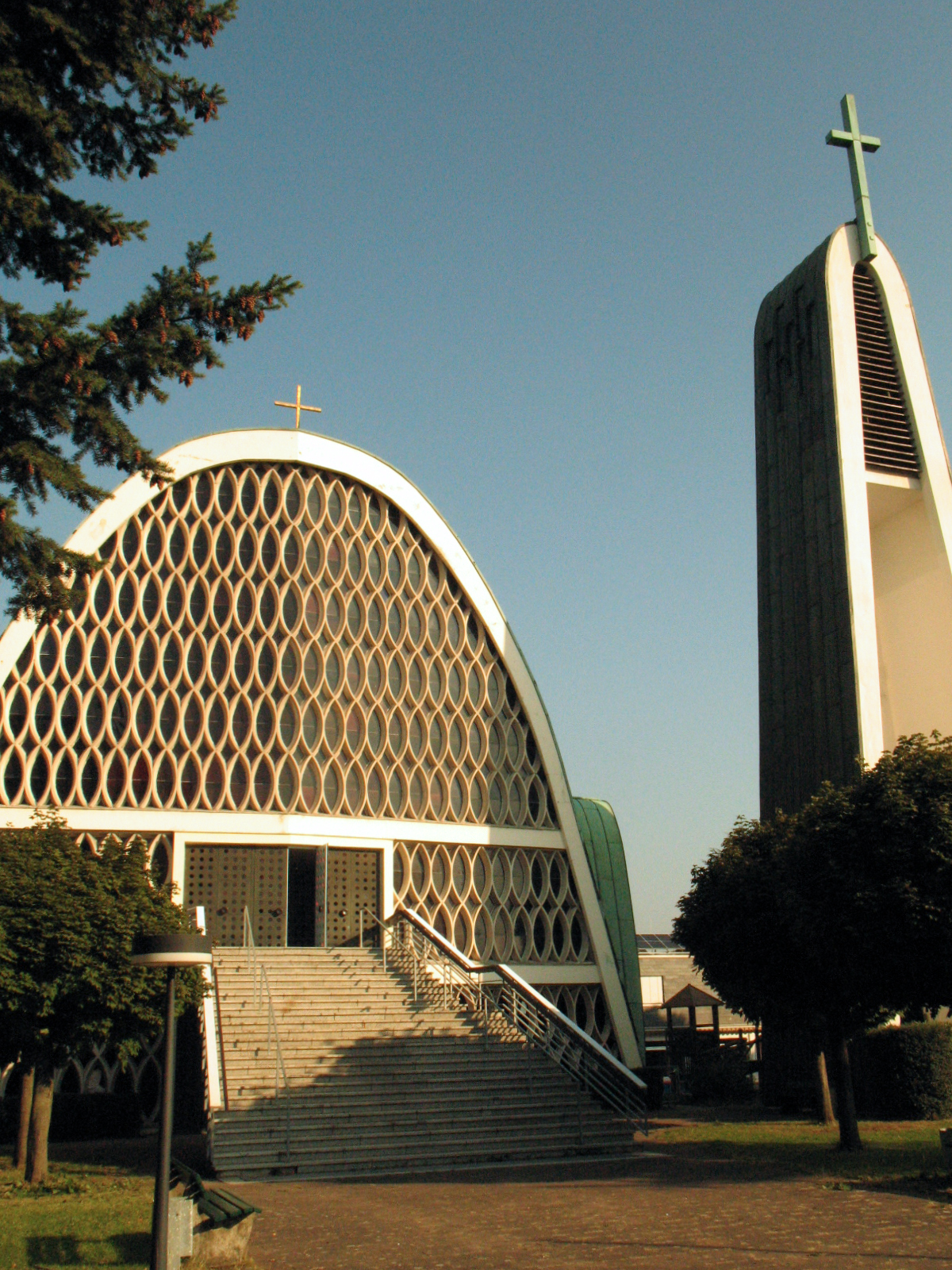
Außenansicht

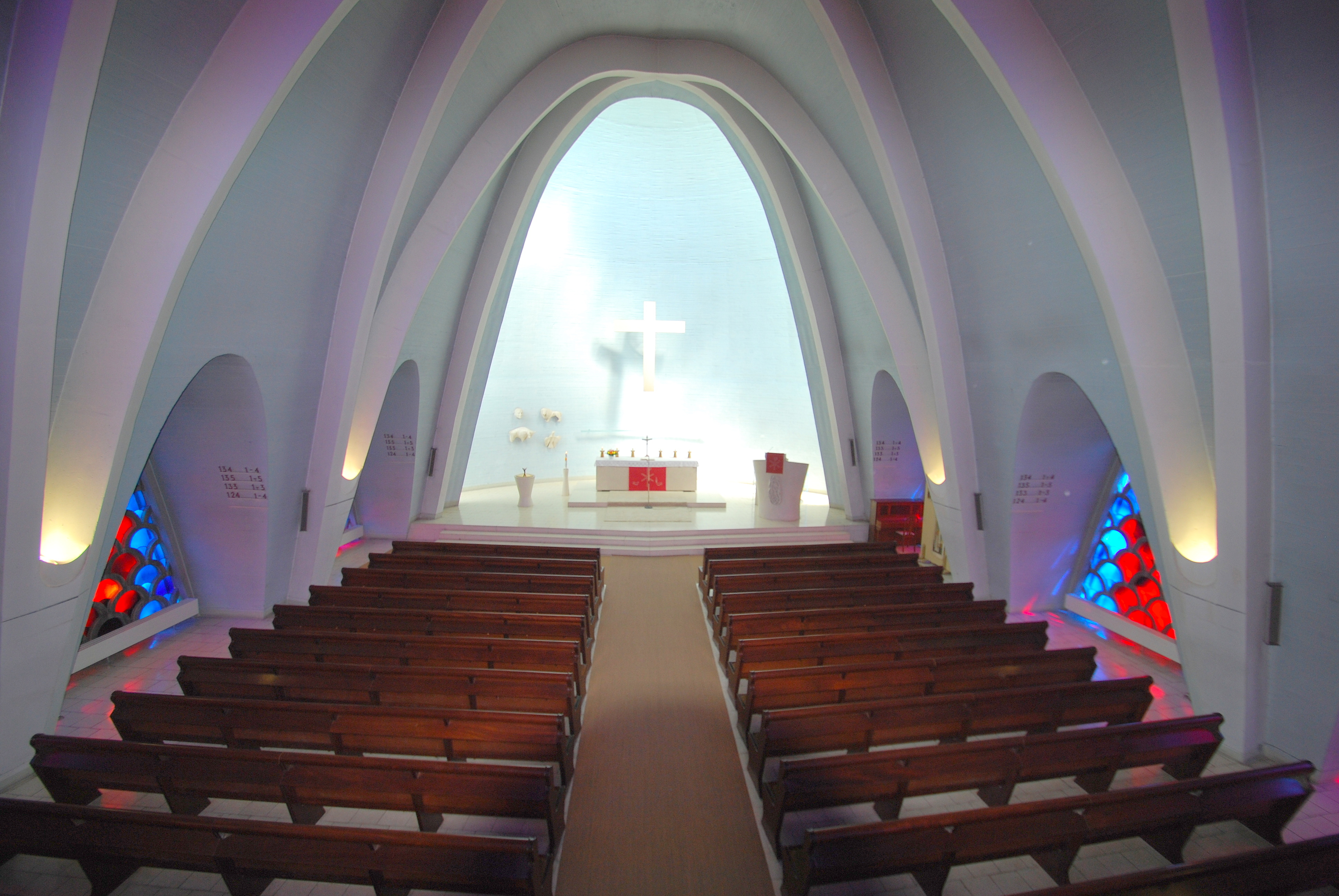
Innenansicht, Blick zum Altar

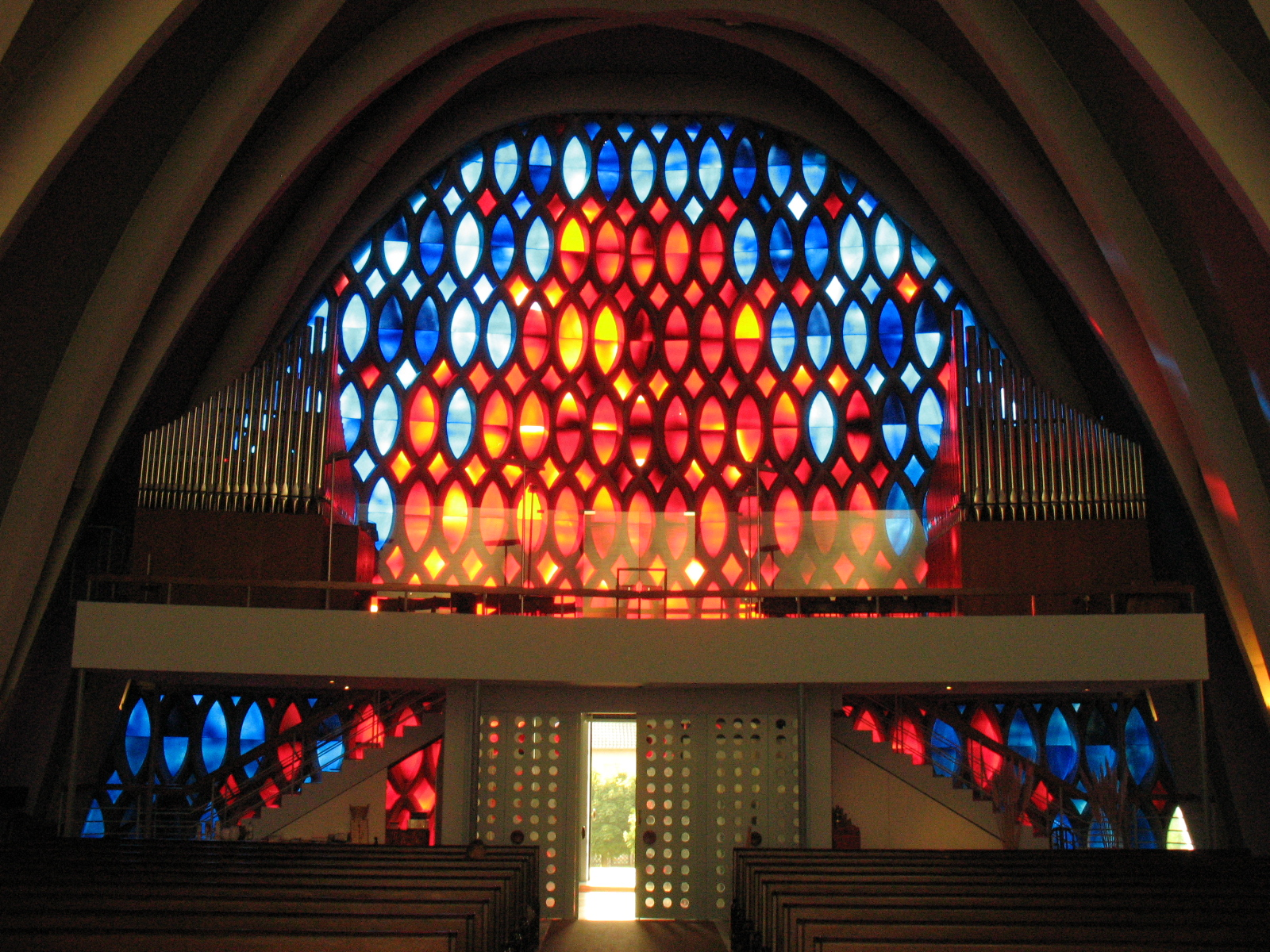
Innenansicht, Blick zur Orgel und zum Ausgang

Die Heilig-Geist-Kirche ist eine evangelische Kirche in Wiesbaden-Biebrich. Die Kirchengemeinde gehört zum Dekanat Wiesbaden der Propstei Rhein-Main der Evangelischen Kirche in Hessen und Nassau.

## Geschichte
Als eine der ersten Gemeinden in Wiesbaden beschlossen nach dem Zweiten Weltkrieg die evangelischen Christen im Norden Biebrichs 1960 einen Neubau für ihre drei Jahre zuvor selbständig gewordene Gemeinde.
Der Entwurf des Wiesbadener Architekten W. Neuser setzte sich im Ausschreibungsverfahren durch. Er sah einen freistehenden Glockenturm, eine Kirche mit Hauptschiff und zwei Seitenschiffen unter einem Faltdach und weitere um einen Hof gruppierte Gebäude vor. Allerdings gelangte diese Planung nicht zur Ausführung.
Verwirklicht wurde stattdessen der zweitplatzierte Entwurf. Dies wurde als ein „mutiger Beschluss“ der Baukommission bezeichnet, die Herbert Rimpl den Kirchenbau übertrug. „Kühnste Kirche Hessens“ urteilte der Wiesbadener Kurier nach der Vorstellung der Planungen, und Kirchenpräsident Martin Niemöller erhob das Projekt zum „Markstein in der Kirchenbaugeschichte“.
Die Bauweise war für ihre Zeit ungewöhnlich. Es wurden 4000 Kubikmeter Holzverschalungen und 50 Tonnen Stahl und Eisen verwendet. Das gesamte Kirchenschiff wurde vollständig und in einem Stück aus Beton gegossen. So entstand ein Sakralbau, der architektonisch und technisch in seiner Zeit Maßstäbe setzte.
Obwohl weder das Kirchenschiff noch der freistehende Glockenturm besonders hoch sind, fallen sie durch ihre ungewohnte, abgerundete Silhouette auf.
Schon 30 Jahre zuvor hatte der Kirchenbaumeister Dominikus Böhm die Parabelform für den Kirchenbau entdeckt, weil die Parabel „die Überwindung der Schwere“ und „das Loslösen von der Erde“ versinnbildliche. Die Idee konnte der Architekt idealtypisch 1931 beim Bau der katholischen Kirche St. Engelbert in Köln-Riehl umsetzen, deren Form auch dort zunächst als neuartig und befremdlich galt. 1952 baute Emil Steffann die Kirche St. Bonifatius (Lübeck) aus Betonhohlsteinen in Form einer Parabel.

## Innen- und Außenansicht
Vor der Kirche befindet sich eine Grünanlage. Eine acht Meter lange Freitreppe führt hinauf zum Eingang. Dahinter öffnet sich ein 17 Meter hohes Gewölbe, dessen Wände unverputzt geblieben sind und so die sichtbare technische Struktur zum Gestaltungselement erheben.
Die Lichtführung im Innenraum taucht das Kirchenschiff in ein Halbdunkel, Strahler richten ihren Schein an den Wänden nach oben, kleine, in die Kirchenbänke integrierte Leuchten dienen als Leselampen, während der Altarraum hell erstrahlt.

## Orgel
Die rein elektrische Schleifladen-Orgel umfasst 20 Register auf zwei Manualen und Pedal. Sie wurde 1961 von der Firma Oberlinger erbaut. Der Spielschrank befindet sich seitlich am Nordteil der Orgel. Die Disposition lautet:
| I Hauptwerk C–g3 |    |
| Prinzipal        | 8′ |
| Rohrflöte        | 8′ |
| Oktave           | 4′ |
| Salicional       | 4′ |
| Spitzoktave      | 2′ |
| Sesquialter II   |    |
| Mixtur V         |    |
| Trompete         | 8′ |

| II Positiv C–g3 |       |
| Gedackt         | 8′    |
| Principal       | 4′    |
| Koppelflöte     | 4′    |
| Principal       | 2′    |
| Quinte          | 1 ⁄3′ |
| Scharff IV      |       |
| Krummhorn       | 8′    |
| Tremulant       |       |

| Pedal C–f1     |     |
| Subbaß         | 16′ |
| Oktavbaß       | 08′ |
| Principal      | 04′ |
| Pedalmixtur VI |     |
| Stille Posaune | 16′ |

- Koppeln: II/I, I/P, II/P
- Spielhilfen: zwei freie Kombinationen, drei freie Pedalkombinationen, Organo Pleno
- Effektregister: Cymbelstern

## Glocken
Alle Glocken wurden 1961 von der Firma Gebrüder Rincker in Sinn gegossen.
Läutedisposition und Inschriften:
| Glocke | Name            | Durchmesser | Masse   | Schlagton | Inschrift                                                                             |
| ------ | --------------- | ----------- | ------- | --------- | ------------------------------------------------------------------------------------- |
| 1      | Feierglocke     | 1240 mm     | 1220 kg | e1        | DIENET DEM HERRN MIT FREUDEN, KOMMT VOR SEIN ANGESICHT MIT FROHLOCKEN. (Psalm 100,2 ) |
| 2      | Friedensglocke  | 970 mm      | 520 kg  | a1        | JESUS SPRICHT: MEINEN FRIEDEN GEBE ICH EUCH. (Joh 14,27 )                             |
| 3      | Freiheitsglocke | 860 mm      | 370 kg  | h1        | WO DER GEIST DES HERRN IST, DA IST FREIHEIT. (2 Kor 3,17 )                            |
| 4      | Gebetsglocke    | 770 mm      | 260 kg  | cis2      | HEBET EURE HÄNDE AUF IM HEILIGTUM. (Psalm 134,2 )                                     |
| 5      | Dankglocke      | 730 mm      | 220 kg  | dis2      | DER HEILIGNE DREIEINIGKEIT SEI LOB UND PREIS IN EWIGKEIT.                             |

## Galerie

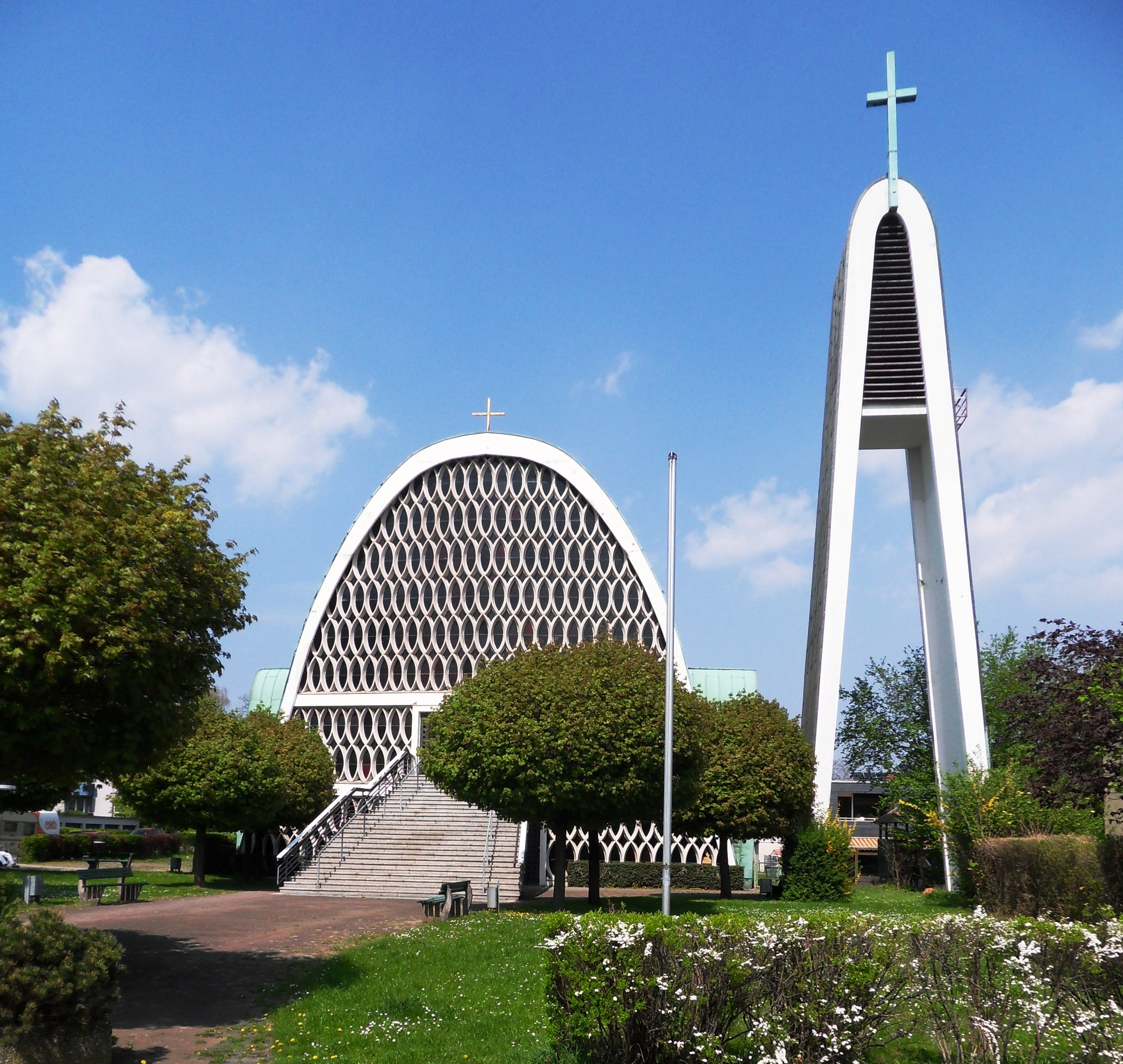
Blick von Süden
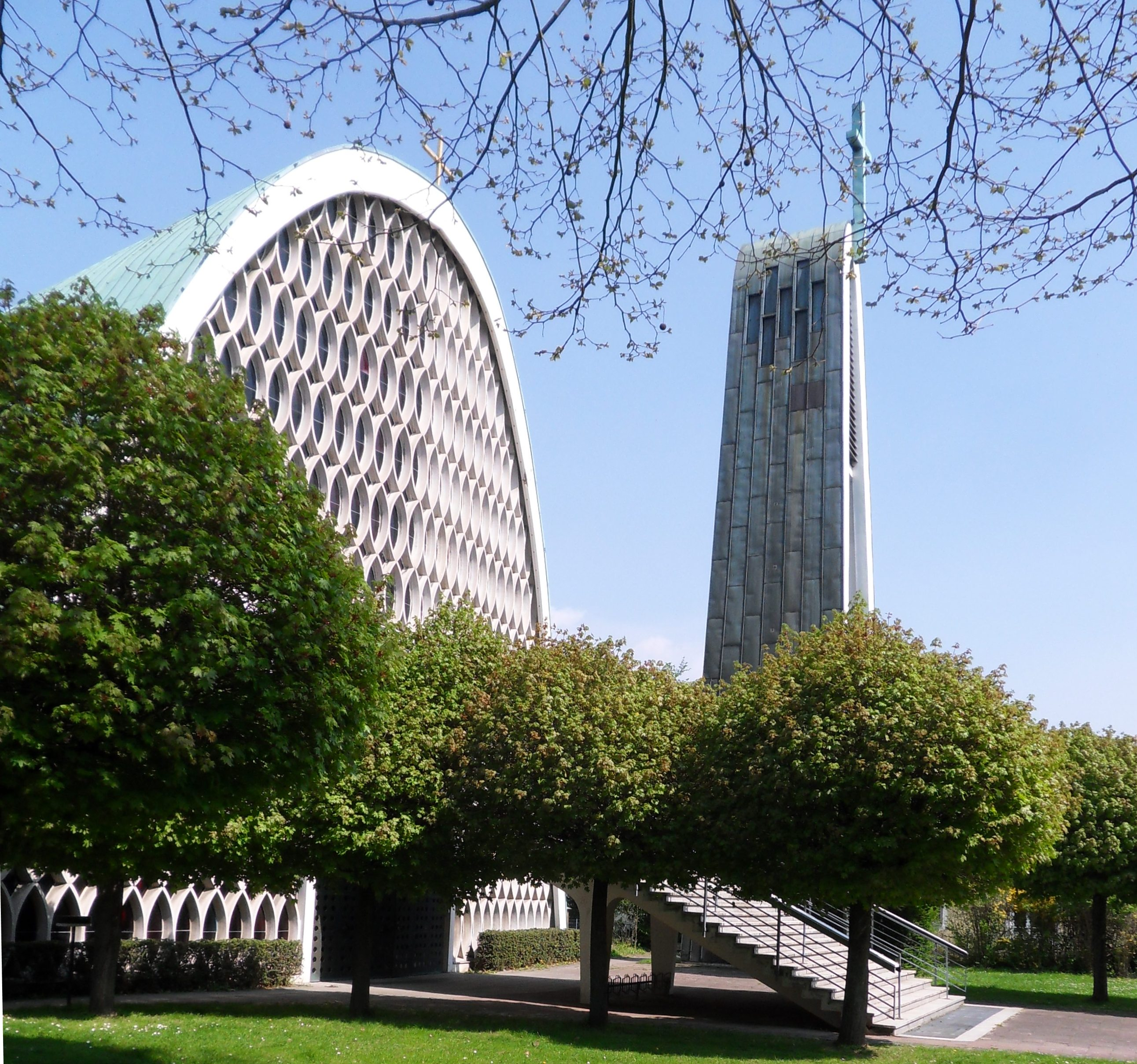
Südfassade mit Glockenturm von Südwesten
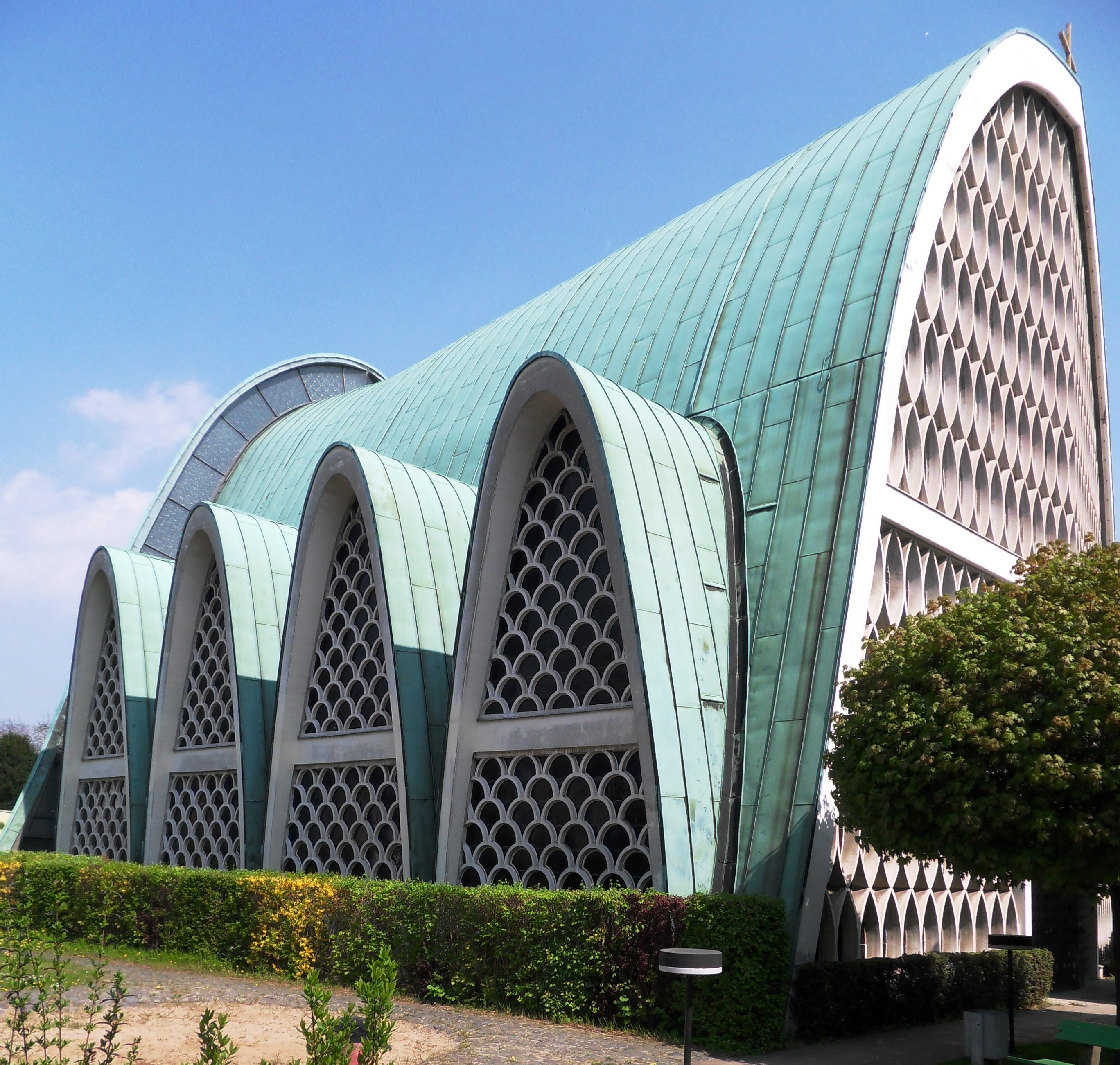
Kirchenschiff von Südwesten
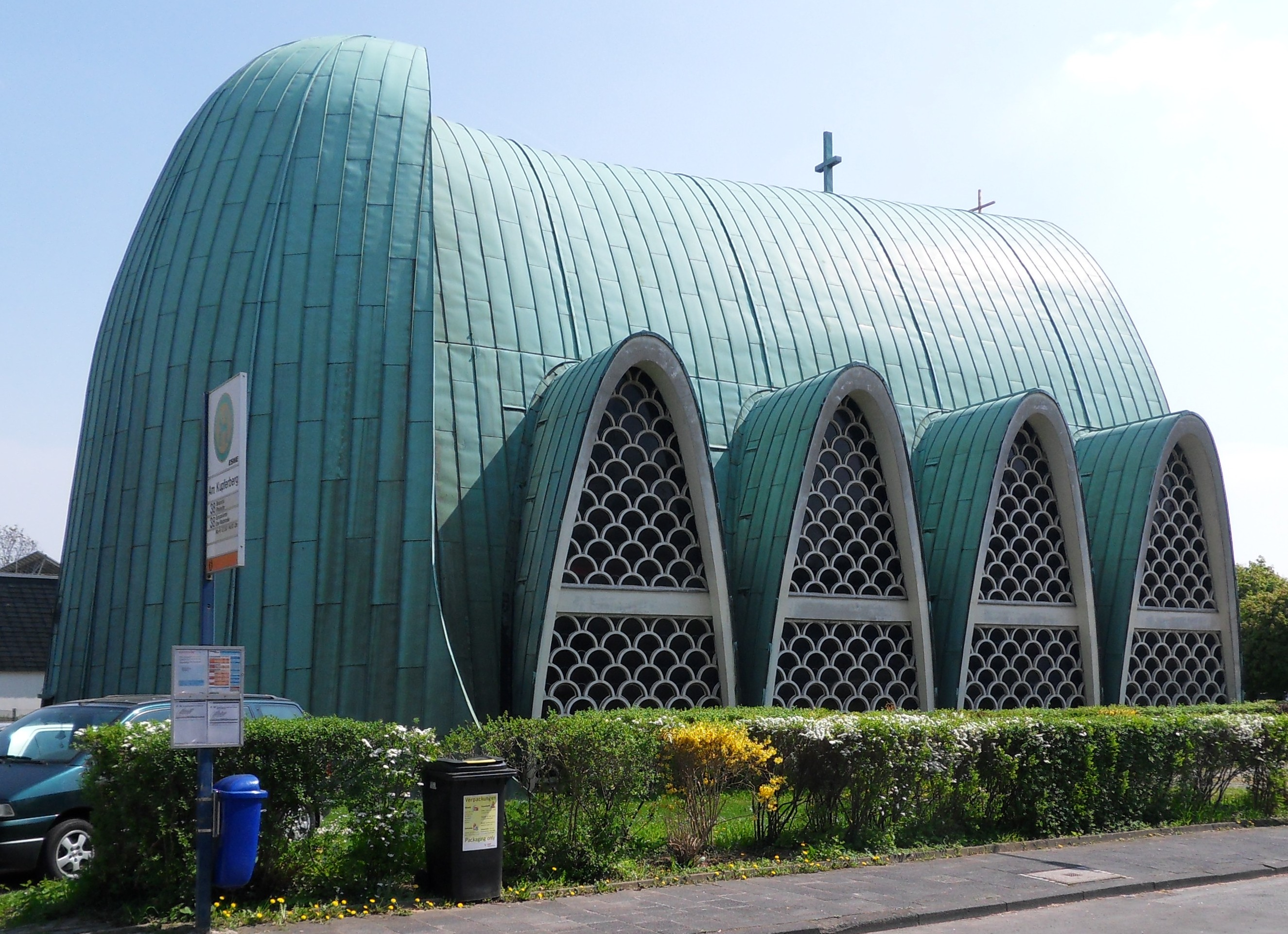
Blick von Nordwesten